# Instituto Nacional de Estadísticas
L'Instituto Nacional de Estadísticas - INE (dallo spagnolo: Istituto nazionale di statistiche) è l'organismo del governo cileno preposto all'acquisizione dei dati statistici relativi alla demografia, all'inflazione e allo sviluppo economico del Paese.
Le sue origini si ricollegano al provvedimento, emanato il 27 marzo 1843 dal Presidente della Repubblica Manuel Bulnes, istitutivo di un apposito organismo deputato allo svolgimento del censimento generale della popolazione; quindi, nel 1847, divenne una struttura stabilmente incardinata presso il governo nazionale e, precisamente, presso il Ministero dell'interno.
La denominazione dell'istituto è più volte mutata:
- Dirección General de Estadísticas (1927–1953);
- Servicio Nacional de Estadísticas y Censos (1953–1960);
- Dirección de Estadísticas y Censos (1960-1970).

Nel 1970, la struttura ha assunto la denominazione odierna ed è stata incardinata presso il Ministero dell'economia. Ha sede a Santiago del Cile.